# Haas VF-16
Haas VF-16 —  гоночный автомобиль с открытыми колёсами в Формуле-1, был разработан и построен итальянским производителем шасси Dallara для американской конюшни Haas F1 Team для участия в чемпионате мира Формулы-1 сезона 2016 года. Болид был оснащён двигателем Ferrari 2016 года спецификации, Ferrari 059/5 - 061. Пилотировали в 2016 году болид, французский пилот Ромен Грожан пришедший из команды Lotus и мексиканский Эстебан Гутьеррес, вернувшийся в стан боевого пилота, после годового перерыва. Болид дебютировал на Гран-при Австралии 2016 года.

## История развития

### Именование
Происхождение названия болида "VF-16" происходит от первого станка с ЧПУ, изготовленного компанией Haas Automation, VF-1, запущенного в 1988 году. "V" означает вертикальный, что является отраслевым стандартом для обозначения вертикального фрезерного станка. Джин Хаас, основатель Haas Automation, добавил к названию "F1", чтобы неофициально обозначить принадлежность к гоночной серии, а также обозначить его как первый, 6 показывала год выпуска.

## Технические особенности

### Дизайн
Итальянский производитель шасси Dallara получил контракт на проектирование VF-16 в декабре 2014 года, вскоре после того, как компания Haas получила лицензию на выставление своей команды в Формуле-1. Основатель команды Джин Хаас решил структурировать команду в качестве клиента Scuderia Ferrari, и в результате чего VF-16 стали использовать несколько элементов разработанных для Ferrari — включая коробку передач и подвеску образца Ferrari 2016 года, SF16-H.

## Результаты выступлений
| Легенда к таблице |                                                                    |
| --- | ------------------------------------------------------------------ |
| В таблице перечислены результаты всех Гран-при Формулы-1, в которых использовался автомобиль. Строками таблицы являются сезоны, столбцами — этапы чемпионата мира. В каждой клетке указаны сокращённое название этапа и результат, дополнительно обозначенный цветом. Расшифровка обозначений и цветов представлена в нижеследующей таблице. |                                                                    |
| \| Пример \| Описание \| \| ------------ \| ------------------------------------------------------------------ \| \| 1 \| Победитель \| \| 2 \| Второе место \| \| 3 \| Третье место \| \| 5 \| Финишировал, заработав очки \| \| Сход \| Не финишировал, но при этом заработал очки \| \| 12 \| Финишировал, не получив очков \| \| НКЛ \| Финишировал, но не попал в финальную классификацию \| \| 15 \| Участвовал вне зачёта, либо по отдельной классификации \| \| 18 \| Не финишировал, но попал в финальную классификацию \| \| Сход \| Не финишировал \| \| НКВ \| Не прошёл квалификацию \| \| НПКВ \| Не прошёл предквалификацию \| \| ДСК \| Дисквалифицирован \| \| ИСК \| Исключён из протокола соревнований \| \| ТТ \| Заявлен для участия только в тренировках \| \| НС \| Участвовал в квалификации, но не стартовал в гонке \| \| Т \| Травмирован или болен \| \| ОТК \| Отказ от участия \| \| НТР \| Прибыл на соревнования, но на трассу не выезжал \| \| НПР \| Был заявлен в числе участников, но не прибыл к началу соревнований \| \| О \| Соревнования отменены \| \| \| Не участвовал \| \| Поул-позиция \| \| \| Быстрый круг \| \| |                                                                    |
| Пример | Описание                                                           |
| 1 | Победитель                                                         |
| 2 | Второе место                                                       |
| 3 | Третье место                                                       |
| 5 | Финишировал, заработав очки                                        |
| Сход | Не финишировал, но при этом заработал очки                         |
| 12 | Финишировал, не получив очков                                      |
| НКЛ | Финишировал, но не попал в финальную классификацию                 |
| 15 | Участвовал вне зачёта, либо по отдельной классификации             |
| 18 | Не финишировал, но попал в финальную классификацию                 |
| Сход | Не финишировал                                                     |
| НКВ | Не прошёл квалификацию                                             |
| НПКВ | Не прошёл предквалификацию                                         |
| ДСК | Дисквалифицирован                                                  |
| ИСК | Исключён из протокола соревнований                                 |
| ТТ | Заявлен для участия только в тренировках                           |
| НС | Участвовал в квалификации, но не стартовал в гонке                 |
| Т | Травмирован или болен                                              |
| ОТК | Отказ от участия                                                   |
| НТР | Прибыл на соревнования, но на трассу не выезжал                    |
| НПР | Был заявлен в числе участников, но не прибыл к началу соревнований |
| О | Соревнования отменены                                              |
| | Не участвовал                                                      |
| Поул-позиция |                                                                    |
| Быстрый круг |                                                                    |

| Год  | Шасси      | Двигатель              | Ш | Гонщики           | 1    | 2    | 3   | 4   | 5    | 6   | 7   | 8   | 9   | 10   | 11  | 12  | 13  | 14  | 15  | 16   | 17  | 18   | 19  | 20   | 21  | Место | Очки |
| ---- | ---------- | ---------------------- | - | ----------------- | ---- | ---- | --- | --- | ---- | --- | --- | --- | --- | ---- | --- | --- | --- | --- | --- | ---- | --- | ---- | --- | ---- | --- | ----- | ---- |
| 2016 | Haas VF-16 | Ferrari 059/5 1,6 V6 T | P |                   | АВС  | БАХ  | КИТ | РОС | ИСП  | МОН | КАН | ЕВР | АВТ | ВЕЛ  | ВЕН | ГЕР | БЕЛ | ИТА | СИН | МАЛ  | ЯПО | США  | МЕК | БРА  | АБУ | 8     | 29   |
| 2016 | Haas VF-16 | Ferrari 059/5 1,6 V6 T | P | Ромен Грожан      | 6    | 5    | 19  | 8   | Сход | 13  | 14  | 13  | 7   | Сход | 14  | 13  | 13  | 11  | НС  | Сход | 11  | 10   | 20  | НС   | 11  | 8     | 29   |
| 2016 | Haas VF-16 | Ferrari 059/5 1,6 V6 T | P | Эстебан Гутьеррес | Сход | Сход | 14  | 17  | 11   | 11  | 13  | 16  | 11  | 16   | 13  | 11  | 12  | 13  | 11  | Сход | 20  | Сход | 19  | Сход | 12  | 8     | 29   |